# Авангард (Пятихатский район)
Авангард (укр. Авангард) — посёлок,
Зорянский сельский совет,
Пятихатский район,
Днепропетровская область,
Украина.
Код КОАТУУ — 1224581703. Население по переписи 2012 года составляло 91 человек .

## Географическое положение
Посёлок Авангард находится на расстоянии в 2 км от города Пятихатки и села Красный Луг.
По посёлку протекает пересыхающий ручей с запрудой.